# 小河真子
小河 真子（おがわ まこ、1983年9月26日 - ）は、日本の女子プロレスラー。大阪府吹田市出身。LLPW所属。

## 経歴
2000年3月31日、LLPW板橋産文（現グリーン）ホール大会にて対沖野小百合戦でデビューするも、同年に退団。
2001年、プロレスに復帰。
2005年5月22日、後楽園大会にて、付き人をしていたこともある風間ルミと5分間の引退エキシビションマッチを行い、現役を退いた。

## 得意技
- 逆さ押さえ込み

## タイトル歴
- LLPW認定シングル王座（1日だけ）